# عبد الله بن فتح التجيبي
عبد الله بن فتح بن فرج بن معروف بن أبي معروف التجيبي؛ واسم أبي معروف سلام من أهل طليطلة، يكنى أبا محمد.

## من أحباره
سمع من وهب بن مسرة الحجاري ووهب بن عيسى الطليطلي. ورحل إلى المشرق بعد الأربعين. فسمع من جماعة بمصر، منهم ابن الورد، وابن السكري، وابن أبي الموت وغيرهم.

## وفاته
توفي ليلة الأربعاء لثلاث عشرة ليلة بقيت لشعبان سنة 376هـ. وصلى عليه أبو عبد الله محمد بن سعيد البكري الخطيب بطليطلة.